# Elezioni regionali in Sicilia del 1991
Le elezioni per il rinnovo dell'Assemblea Regionale Siciliana si sono volte il 16 giugno 1991. L'affluenza è stata del 74,4%. La presenza di partiti identici in liste diverse è dovuto al fatto che esse sono presentate su base provinciale. La legislatura si concluse nel 1996.
Al termine di queste consultazioni venne eletto presidente della Regione il democristiano Vincenzo Leanza, a cui poi dal 1992 successero nell'ordine Giuseppe Campione, con una maggioranza con il PDS per la prima volta in giunta con due suoi esponenti, Francesco Martino con un governo di centro, e Matteo Graziano, nel 1995 con cui si concluse la stagione del centro-sinistra siciliano iniziata nel 1961, basata sulla collaborazione tra Dc e Psi, ormai scomparsi. A partire dal 1992 iniziò per la Sicilia un periodo di instabilità politica e sociale, con le stragi di mafia e con la stagione di tangentopoli che portò all'arresto di numerosi parlamentari.

## Risultati
| Partito                            | Partito                                       | Risultati | Risultati | Risultati | Seggi | Seggi   |
| Partito                            | Partito                                       | Voti      | %         | ±         | Num   | ±       |
| ---------------------------------- | --------------------------------------------- | --------- | --------- | --------- | ----- | ------- |
|                                    | Democrazia Cristiana                          | 1 228 002 | 42,34     | 3,50      | 39    | 3       |
|                                    | Partito Socialista Italiano                   | 380 023   | 13,10     | 1,30      | 13    | Stabile |
|                                    | Partito Democratico della Sinistra            | 286 849   | 9,89      | n.d.      | 11    | n.d.    |
|                                    | La Rete                                       | 211 423   | 7,29      | n.d.      | 5     | n.d.    |
|                                    | Partito Socialista Democratico Italiano       | 152 306   | 5,25      | 0,96      | 6     | 2       |
|                                    | Movimento Sociale Italiano - Destra Nazionale | 138 752   | 4,78      | 4,40      | 5     | 3       |
|                                    | Partito Repubblicano Italiano                 | 104 912   | 3,62      | 1,47      | 3     | 2       |
|                                    | Partito della Rifondazione Comunista          | 91 826    | 3,17      | n.d.      | 1     | n.d.    |
|                                    | Partito Liberale Italiano                     | 79 562    | 2,74      | 0,07      | 2     | 1       |
|                                    | Lista Socialista (PSI)                        | 56 602    | 1,95      | n.d.      | 2     | n.d.    |
|                                    | Federazione dei Verdi                         | 27 319    | 0,94      | 0,31      | –     | Stabile |
|                                    | Zona Ippari (PDS)                             | 26 913    | 0,93      | 0,12      | 1     | Stabile |
|                                    | Movimento Repubblicano                        | 18 905    | 0,65      | n.d.      | 1     | n.d.    |
|                                    | Lista Berlinguer (PDS)                        | 17 111    | 0,59      | n.d.      | 1     | n.d.    |
|                                    | Unione Popolare Siciliana                     | 16 562    | 0,57      | n.d.      | –     | n.d.    |
|                                    | PLI-PRI                                       | 14 011    | 0,48      | n.d.      | –     | n.d.    |
|                                    | Unità Laica e Socialista (PSI)                | 13 669    | 0,47      | n.d.      | –     | n.d.    |
|                                    | Alleanza Democratica Nebrodi                  | 13 349    | 0,46      | n.d.      | –     | n.d.    |
|                                    | Verdi Siciliani                               | 7 350     | 0,25      | n.d.      | –     | n.d.    |
|                                    | Lega Sud Sicilia                              | 5 206     | 0,18      | n.d.      | –     | n.d.    |
|                                    | Altre liste                                   | 9 366     | 0,32      | n.d.      | –     | n.d.    |
|                                    |                                               |           |           |           |       |         |
| Iscritti                           | Iscritti                                      | 4 174 574 | 100,00    |           |       |         |
| ↳ Votanti (% su iscritti)          | ↳ Votanti (% su iscritti)                     | 3 105 424 | 74,39     | 3,46      |       |         |
| ↳ Voti validi (% su votanti)       | ↳ Voti validi (% su votanti)                  | 2 900 018 | 93,39     |           |       |         |
| ↳ Schede non valide (% su votanti) | ↳ Schede non valide (% su votanti)            | 205 406   | 6,61      |           |       |         |
| ↳ Astenuti (% su iscritti)         | ↳ Astenuti (% su iscritti)                    | 1 069 150 | 25,61     |           |       |         |

## Giunte
La prima giunta Leanza si insediò il 12 agosto 1991, e diede le dimissioni il 29 aprile 1992.
| Assessore                   | Partito | Partito                                 | Carica                                                                                        |
| --------------------------- | ------- | --------------------------------------- | --------------------------------------------------------------------------------------------- |
| Vincenzo Leanza             |         | Democrazia Cristiana                    | Presidente                                                                                    |
| Filippo Fiorino             |         | Partito Socialista Italiano             | Vicepresidente Assessore ai Beni culturali, ambientali e alla Pubblica istruzione             |
| Vincenzo Leone              |         | Partito Socialista Italiano             | Assessore alla Presidenza                                                                     |
| Giovanni Burtone            |         | Democrazia Cristiana                    | Assessore all'Agricoltura e alle Foreste                                                      |
| Sebastiano Purpura          |         | Democrazia Cristiana                    | Assessore al Bilancio e alle Finanze                                                          |
| Giovanni Palillo            |         | Partito Socialista Italiano             | Assessore alla Cooperazione, al Commercio, all'Artigianato e alla Pesca                       |
| Raffaele Lombardo           |         | Democrazia Cristiana                    | Assessore agli Enti locali                                                                    |
| Diego Lo Giudice            |         | Partito Socialista Democratico Italiano | Assessore all'Industria                                                                       |
| Salvatore Leanza            |         | Partito Socialista Italiano             | Assessore ai Lavori pubblici                                                                  |
| Francesco Girolamo Giuliana |         | Democrazia Cristiana                    | Assessore al Lavoro, alla Previdenza sociale, alla Formazione professionale e all'Emigrazione |
| Bernardo Alaimo             |         | Democrazia Cristiana                    | Assessore alla Sanità                                                                         |
| Francesco Paolo Gorgone     |         | Democrazia Cristiana                    | Assessore al Territorio e all'Ambiente                                                        |
| Giuseppe Merlino            |         | Democrazia Cristiana                    | Assessore al Turismo, alle Comunicazioni e ai Trasporti                                       |

La prima giunta Campione si insediò il 16 luglio 1992, e diede le dimissioni il 19 maggio 1993.
| Assessore           | Partito | Partito                                 | Carica                                                                                        |
| ------------------- | ------- | --------------------------------------- | --------------------------------------------------------------------------------------------- |
| Giuseppe Campione   |         | Democrazia Cristiana                    | Presidente                                                                                    |
| Matteo Graziano     |         | Democrazia Cristiana                    | Assessore alla Presidenza                                                                     |
| Francesco Aiello    |         | Partito Democratico della Sinistra      | Assessore all'Agricoltura e alle Foreste                                                      |
| Filippo Fiorino     |         | Partito Socialista Italiano             | Assessore ai Beni culturali, ambientali e alla Pubblica istruzione                            |
| Mario Mazzaglia     |         | Partito Socialista Italiano             | Assessore al Bilancio e alle Finanze                                                          |
| Giovanni Parisi     |         | Partito Democratico della Sinistra      | Assessore alla Cooperazione, al Commercio, all'Artigianato e alla Pesca                       |
| Massimo Grillo      |         | Democrazia Cristiana                    | Assessore agli Enti locali                                                                    |
| Francesco Sciotto   |         | Partito Socialista Democratico Italiano | Assessore all'Industria                                                                       |
| Francesco Magro     |         | Partito Repubblicano Italiano           | Assessore ai Lavori pubblici                                                                  |
| Angelo Errore       |         | Democrazia Cristiana                    | Assessore al Lavoro, alla Previdenza sociale, alla Formazione professionale e all'Emigrazione |
| Giuseppe Firrarello |         | Democrazia Cristiana                    | Assessore alla Sanità                                                                         |
| Giovanni Burtone    |         | Democrazia Cristiana                    | Assessore al Territorio e all'Ambiente                                                        |
| Giovanni Palillo    |         | Partito Socialista Italiano             | Assessore al Turismo, alle Comunicazioni e ai Trasporti                                       |

La seconda giunta Campione si insediò il 26 maggio 1993, e diede le dimissioni il 15 ottobre 1993.
| Assessore              | Partito | Partito                                 | Carica                                                                                        |
| ---------------------- | ------- | --------------------------------------- | --------------------------------------------------------------------------------------------- |
| Giuseppe Campione      |         | Democrazia Cristiana                    | Presidente                                                                                    |
| Giovanni Parisi        |         | Partito Democratico della Sinistra      | Vicepresidente Assessore alla Cooperazione, al Commercio, all'Artigianato e alla Pesca        |
| Matteo Graziano        |         | Democrazia Cristiana                    | Assessore alla Presidenza                                                                     |
| Francesco Aiello       |         | Partito Democratico della Sinistra      | Assessore all'Agricoltura e alle Foreste                                                      |
| Carmelo Saraceno       |         | Partito Socialista Italiano             | Assessore ai Beni culturali, ambientali e alla Pubblica istruzione                            |
| Mario Mazzaglia        |         | Partito Socialista Italiano             | Assessore al Bilancio e alle Finanze                                                          |
| Luciano Ordile         |         | Democrazia Cristiana                    | Assessore agli Enti locali                                                                    |
| Francesco Sciotto      |         | Partito Socialista Democratico Italiano | Assessore all'Industria                                                                       |
| Francesco Magro        |         | Partito Repubblicano Italiano           | Assessore ai Lavori pubblici                                                                  |
| Francesco Di Martino   |         | Partito Socialista Italiano             | Assessore al Lavoro, alla Previdenza sociale, alla Formazione professionale e all'Emigrazione |
| Antonino Galipò        |         | Democrazia Cristiana                    | Assessore alla Sanità                                                                         |
| Giovanni Burtone       |         | Democrazia Cristiana                    | Assessore al Territorio e all'Ambiente                                                        |
| Sebastiano Spoto Puleo |         | Democrazia Cristiana                    | Assessore al Turismo, alle Comunicazioni e ai Trasporti                                       |

La giunta Martino si insediò il 21 dicembre 1993, e diede le dimissioni il 7 aprile 1995.
| Assessore              | Partito | Partito                                 | Carica                                                                                        |
| ---------------------- | ------- | --------------------------------------- | --------------------------------------------------------------------------------------------- |
| Francesco Martino      |         | Partito Liberale Italiano               | Presidente                                                                                    |
| Matteo Graziano        |         | Democrazia Cristiana                    | Vicepresidente Assessore alla Cooperazione, al Commercio, all'Artigianato e alla Pesca        |
| Giuseppe Firrarello    |         | Democrazia Cristiana                    | Assessore alla Presidenza                                                                     |
| Sebastiano Spoto Puleo |         | Democrazia Cristiana                    | Assessore all'Agricoltura e alle Foreste                                                      |
| Carmelo Saraceno       |         | Partito Socialista Italiano             | Assessore ai Beni culturali, ambientali e alla Pubblica istruzione                            |
| Bartolo Pellegrino     |         | Partito Socialista Italiano             | Assessore al Bilancio e alle Finanze                                                          |
| Luciano Ordile         |         | Democrazia Cristiana                    | Assessore agli Enti locali                                                                    |
| Giuseppe Abbate        |         | Democrazia Cristiana                    | Assessore all'Industria                                                                       |
| Vincenzo Lo Giudice    |         | Partito Socialista Democratico Italiano | Assessore ai Lavori pubblici                                                                  |
| Giuseppe Drago         |         | Partito Socialista Italiano             | Assessore al Lavoro, alla Previdenza sociale, alla Formazione professionale e all'Emigrazione |
| Antonio Borrometi      |         | Democrazia Cristiana                    | Assessore alla Sanità                                                                         |
| Giovanni Burtone       |         | Democrazia Cristiana                    | Assessore al Territorio e all'Ambiente                                                        |
| Angelo Errore          |         | Democrazia Cristiana                    | Assessore al Turismo, alle Comunicazioni e ai Trasporti                                       |

La giunta Graziano si insediò il 16 maggio 1995, e rimase in funzione fino a fine legislatura.
| Assessore              | Partito | Partito                     | Carica                                                                                        |
| ---------------------- | ------- | --------------------------- | --------------------------------------------------------------------------------------------- |
| Matteo Graziano        |         | Cristiani Democratici Uniti | Presidente                                                                                    |
| Bartolo Pellegrino     |         | Liberalsocialisti           | Vicepresidente Assessore al Bilancio e alle Finanze                                           |
| Giuseppe Firrarello    |         | Cristiani Democratici Uniti | Assessore alla Presidenza                                                                     |
| Sebastiano Spoto Puleo |         | Cristiani Democratici Uniti | Assessore all'Agricoltura e alle Foreste                                                      |
| Leonardo Pandolfo      |         | Liberaldemocratici          | Assessore ai Beni culturali, ambientali e alla Pubblica istruzione                            |
| Giuseppe Abbate        |         | Cristiani Democratici Uniti | Assessore alla Cooperazione, al Commercio, all'Artigianato e alla Pesca                       |
| Alfredo Gurrieri       |         | Cristiani Democratici Uniti | Assessore agli Enti locali                                                                    |
| Francesco Canino       |         | Federalisti Riformisti      | Assessore all'Industria                                                                       |
| Vincenzo Lo Giudice    |         | SOLE                        | Assessore ai Lavori pubblici                                                                  |
| Giuseppe Drago         |         | Liberalsocialisti           | Assessore al Lavoro, alla Previdenza sociale, alla Formazione professionale e all'Emigrazione |
| Massimo Grillo         |         | Cristiani Democratici Uniti | Assessore alla Sanità                                                                         |
| Carmelo Saraceno       |         | Liberalsocialisti           | Assessore al Territorio e all'Ambiente                                                        |
| Luciano Ordile         |         | Cristiani Democratici Uniti | Assessore al Turismo, alle Comunicazioni e ai Trasporti                                       |

## Deputati regionali

### Composizione storica
| Deputato                    | Lista | Collegio |
| --------------------------- | ----- | -------- |
| Giuseppe Abbate             | DC    | EN       |
| Francesco Aiello            | PDS   | RG       |
| Bernardo Alaimo             | DC    | CL       |
| Giuseppe Avellone           | DC    | PA       |
| Filadelfio Basile           | DC    | CT       |
| Giovanni Battaglia          | PDS   | RG       |
| Maria Letizia Battaglia     | RETE  | PA       |
| Enzo Bianco                 | PRI   | CT       |
| Nicola Bono                 | MSI   | SR       |
| Antonio Borrometi           | DC    | RG       |
| Giovanni Burtone            | DC    | CT       |
| Filippo Butera              | DC    | CL       |
| Giuseppe Campione           | DC    | ME       |
| Francesco Canino            | DC    | TP       |
| Angelo Capitummino          | DC    | PA       |
| Angelo Capodicasa           | PDS   | AG       |
| Antonino Consiglio          | PDS   | SR       |
| Vincenzo Costa              | PSDI  | TP       |
| Vladimiro Crisafulli        | PDS   | EN       |
| Nicolò Cristaldi            | MSI   | TP       |
| Salvatore Cuffaro           | DC    | PA       |
| Giuseppe D'Andrea           | DC    | ME       |
| Saverio Damagio             | DC    | CL       |
| Francesco Di Martino        | PSI   | PA       |
| Filippo Maria Drago         | DC    | CT       |
| Giuseppe Drago              | PSI   | RG       |
| Angelo Errore               | DC    | AG       |
| Claudio Fava                | RETE  | CT       |
| Filippo Fiorino             | PSI   | PA       |
| Giuseppe Firrarello         | DC    | CT       |
| Salvo Fleres                | PRI   | CT       |
| Antonino Galipò             | DC    | ME       |
| Giuseppe Giammarinaro       | DC    | TP       |
| Giuseppe Gianni             | DC    | SR       |
| Francesco Girolamo Giuliana | DC    | PA       |
| Francesco Paolo Gorgone     | DC    | PA       |
| Luigi Granata               | PSI   | AG       |
| Matteo Graziano             | DC    | PA       |
| Massimo Grillo              | DC    | TP       |
| Luigi Gulino                | PDS   | CT       |
| Alfredo Gurrieri            | DC    | RG       |
| Vittorino La Placa          | DC    | PA       |
| Francesco La Porta          | PDS   | TP       |
| Salvatore Leanza            | PSI   | CT       |
| Vincenzo Leanza             | DC    | ME       |
| Vincenzo Leone              | PSI   | TP       |
| Mario Libertini             | PDS   | CT       |
| Diego Lo Giudice            | PSDI  | CT       |
| Vincenzo Lo Giudice         | PSDI  | AG       |
| Raffaele Lombardo           | DC    | CT       |
| Salvatore Lombardo          | PSI   | PA       |
| Pietro Maccarrone           | PRC   | CT       |
| Francesco Magro             | PRI   | PA       |
| Carmine Mancuso             | RETE  | PA       |
| Pasqualino Mannino          | DC    | AG       |
| Serafino Marchione          | PSI   | ME       |
| Francesco Martino           | PLI   | ME       |
| Mario Mazzaglia             | PSI   | EN       |
| Giuseppe Merlino            | DC    | ME       |
| Accursio Montalbano         | PDS   | AG       |
| Santi Nicita                | PSDI  | SR       |
| Nicolò Nicolosi             | DC    | PA       |
| Rosario Nicolosi            | DC    | CT       |
| Luciano Ordile              | DC    | ME       |
| Leoluca Orlando             | RETE  | PA       |
| Renato Palazzo              | PSDI  | PA       |
| Giovanni Palillo            | PSI   | AG       |
| Leonardo Pandolfo           | PLI   | PA       |
| Benito Paolone              | MSI   | CT       |
| Giovanni Parisi             | PDS   | PA       |
| Bartolo Pellegrino          | PSI   | TP       |
| Vincenzo Petralia           | PSI   | CT       |
| Paolo Piccione              | PSI   | ME       |
| Francesco Piro              | RETE  | PA       |
| Salvatore Placenti          | PSI   | CL       |
| Salvatore Plumari           | DC    | EN       |
| Sebastiano Purpura          | DC    | PA       |
| Sebastiano Ragno            | MSI   | ME       |
| Carmelo Saraceno            | PSI   | SR       |
| Salvatore Sciangula         | DC    | AG       |
| Francesco Sciotto           | PSDI  | ME       |
| Gioachino Silvestro         | PDS   | ME       |
| Fausto Spagna               | DC    | SR       |
| Calogero Arturo Speziale    | PDS   | CL       |
| Sebastiano Spoto Puleo      | DC    | SR       |
| Domenico Sudano             | DC    | CT       |
| Biagio Susinni              | MR    | CT       |
| Gaetano Trincanato          | DC    | AG       |
| Francesco Virga             | MSI   | PA       |
| Giuseppina Zacco La Torre   | PDS   | PA       |

### Modifiche nella composizione dell'Assemblea
Subentranti
- Danila Amabile (sostituisce Giuseppe Giammarinaro, sospeso)
- Alfonso Barba (subentra a Filippo Fiorino)
- Salvino Barbagallo (subentra a Biagio Susinni)
- Giuseppe Mario Basile (sostituisce Antonio Carullo, sospeso)
- Gaspare Bonfanti (subentra a Leoluca Orlando)
- Carmelo Briguglio (subentra a Sebastiano Ragno)
- Sebastiano Burgaretta Aparo (subentra a Giuseppe Gianni, a seguito di rinunzia di Benedetto Brancati)
- Biagio Cantone (subentra a Santi Nicita)
- Antonio Carullo (sostituisce Raffaele Lombardo, sospeso; subentra a Giovanni Burtone; è attributario del seggio inizialmente assegnato a Giuseppe D'Agostino)
- Antonino Cicero (sostituisce Bernardo Alaimo, sospeso)
- Giuseppe D'Agostino (subentra a Rosario Nicolosi; il seggio viene successivamente attribuito ad Antonio Carullo)
- Nunzio Di Stefano (subentra a Vincenzo Petralia)
- Fabio Granata (subentra a Nicola Bono)
- Vincenzo Guarnera (subentra a Claudio Fava)
- Angelo La Russa (subentra a Salvatore Sciangula)
- Rudy Maira (subentra a Filippo Butera)
- Mario Giuseppe Maugeri (sostituisce Raffaele Lombardo, sospeso, a seguito dell'insediamento di Antonio Carullo, sostituto di Lombardo, come deputato effettivo)
- Manlio Mele (subentra a Carmine Mancuso)
- Sergio Mulè (sostituisce Francesco Paolo Gorgone, sospeso; in seguito gli subentra come deputato effettivo)
- Giovanni Pezzino (sostituisce Giuseppe D'Agostino, sospeso)
- Maria Pistorino (subentra a Giuseppe Merlino)
- Giovanni Pollicino (sostituisce Luciano Ordile, sospeso; subentra a Antonino Galipò)
- Alfio Pulvirenti (subentra e Enzo Bianco)
- Nino Strano (subentra a Benito Paolone)
- Giuseppe Venuto (sostituisce Paolo Piccione, sospeso, a seguito di rinunzia di Aldino Sardo Infirri)
- Salvatore Zago (subentra a Francesco Aiello)